# Сент-Андре, Жак д’Альбон
Жак д’Альбон, сеньор де Сент-Андре, маркиз де Фронсак (фр. Jacques d’Albon, sieur de Saint-André, marquis de Fronsac; ок. 1512 — 19 декабря 1562) — близкий товарищ («миньон») французского короля Генриха II, губернатор области Лионнэ и маршал Франции.
Молодым человеком состоял при дворе Франциска I и был в тесной дружбе с дофином, будущим королём Генрихом II. В 1544 году участвовал в походе в Италию и выказал особенную храбрость в сражении при Черисоли. Когда Генрих II вступил на престол (1547), он назначил Сент-Андре маршалом и губернатором Лионской провинции.
Пользуясь большим влиянием на короля, Сент-Андре предавался своей страсти к роскоши и удовольствиям, черпая средства для этого из королевской казны. В 1552 году возобновилась война между Генрихом II и Карлом V, во время которой Сент-Андре командовал армией, защищавшей Шампань против имперских войск. В сражении при Сен-Кантене (1557) он был взят в плен; после освобождения (1559) принимал участие в переговорах о заключении перемирия.
После смерти Генриха II маршал Сент-Андре, опасаясь преследования за совершенные им растраты, заключил с герцогом Гизом и коннетаблем Монморанси союз, известный под именем триумвирата и на словах имевший целью «истребить протестантскую ересь», но, главным образом, стремившийся забрать в свои руки управление Францией. Екатерина Медичи, опасаясь за свою власть, приказала Сент-Андре вернуться в свою провинцию Лионнэ, где он в 1560 году подавил волнения с чрезвычайной строгостью.
Когда разгорелась первая война между католиками и протестантами, Сент-Андре отнял у последних Пуатье (в 1562 году), предал город разграблению, заставил Конде снять осаду с Корбея и дал ему сражение при Дрё, где, преследуя бегущих, был взят в плен и тогда же убит личным врагом, сеньором де Бобиньи, мстившим ему за конфискацию имущества. Его дочь Катрин, которую прочили в жёны Генриху де Гизу, пережила его всего на два года.
Маршал Сент-Андре стал персонажем романа Александра Дюма-отца «Предсказание» (1858).